# Linea 8 (metropolitana di Valencia)
La linea 8 della metropolitana di Valencia è la tratta più corta del servizio e corrisponde interamente alla sezione tranviaria della linea 5 originale. Questa sezione è in funzione, anche se con altri nomi, dal 3 aprile 2007 con l'inaugurazione della stazione di Marítim Serrería, una stazione intermodale progettata per collegare la linea 5 con il tram al porto. Una tramvia è stata inaugurata il 16 aprile 2007 tra le stazioni di Maritim e Neptú.
Nel febbraio 2021 è stato presentato il piano di miglioramento delle frequenze, che contempla la soppressione della linea 8 nel suo percorso attuale che verrebbe assorbita dalla linea 6.

## Percorso
La linea parte dalla fermata Neptú nella Marina di Valencia. Avanza lungo Calle Doctor Marcos Sopena e si ferma in Plaza de la Armada Española, dove ha lo scambio con la linea 6. Prosegue lungo via Francesc Cubells e termina alla stazione di Marítim, dove ha un collegamento con le linee 5 e 7.